# Clube Atlético Seleto
O Clube Atlético Seleto é um clube de futebol brasileiro com sede em Paranaguá, no estado do Paraná.
O clube foi fundado no dia 7 de junho de 1926 como Seleto Esporte Clube, mudando para o nome atual em 1946, na fusão com o Clube Atlético DNC. O Seleto se profissionalizou em 1961, disputando a primeira divisão estadual, tendo conquistado um vice-campeonato em 1964. Disputou até 1971, quando abandonou o futebol profissional por problemas financeiros. Em 2022, anunciou sua volta ao futebol profissional.

## Títulos
| MUNICIPAIS | MUNICIPAIS            | MUNICIPAIS | MUNICIPAIS        |
|            | Competição            | Títulos    | Temporadas        |
| ---------- | --------------------- | ---------- | ----------------- |
|            | Citadino de Paranaguá | 3          | 1949, 1952 e 1953 |